# 화석공주 송고도
송고도 (松古圖, 만주어: ᠰᠣᠩᡤᠣᡨᡠ, 발음 : Songgotu, 1612년 ~ 1646년)는 송국토 또는 영고륜으로 불렸다. 후의 금격격이고, 누르하치의 8녀이다.

## 생애
그녀의 생모는 측비 엽혁나랍씨이고, 엽혁나랍씨는 효자고황후 맹고철철의 사촌여동생이다. 명 만력 40년 (1612년) 12월, 누르하치의 황8녀로 태어났다.
청 천명 10년 (1625년) 1월 16일, 송고도는 보르지기트씨의 구르보시와 결혼해 화석공주로 봉해졌다.
숭덕 원년 (1636년) 11월, 홍타이지에 의해 책봉된 일곱명의 공주 중 한명으로 추정된다. "송국탁, 애이는 나의 여동생이니 대례에 따라 책문을 하사하고 화석공주로 봉한다. 이역특오의 동생을 믿지말라, 도리에 어긋날수록 역리를 부르지 말라"고 했다.
그녀가 화석공주라는 칭호를 얻은 것은, 생모가 홍타이지의 사촌이모라는 점과 관련있다고 생각된다. 여러 자매 중, 홍타이지와 가장 혈연적으로 가까웠기 때문이다.
순치 3년 (1646년) 2월, 화석공주는 향년 35세의 나이로 세상을 떠났다.